# Yusuf Dhu Nuwas

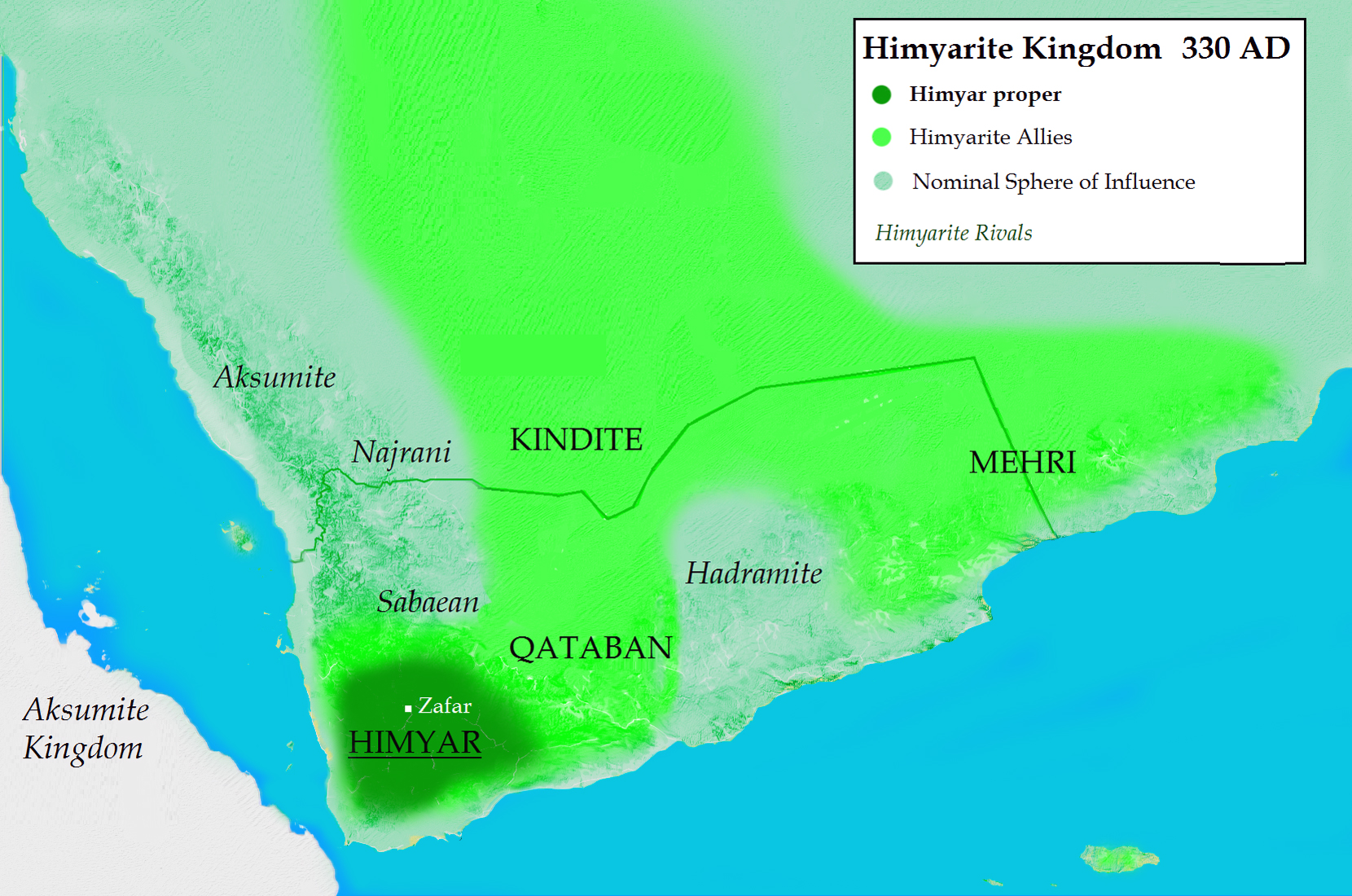
Mapa de la península arábiga, en el año 330 d.c, con Himyar en el sureste del actual Yemen

Dhū Nuwās (en árabe: ذو نواس, Yūsuf Asʾar Yathʾar; en árabe antiguo: Yws¹f ʾs¹ʾr Yṯʾr; Yosef Nu'as, en hebreo יוסף נואס; o Yūsuf Ibn Sharhabeel, en árabeب: يوس) fue un rey judío de Himyar entre los años 517 y 525-27 d.c, conocido por su persecución de personas de otras religiones, especialmente cristianos, que vivían en su reino.

## Historia
Las biografías proféticas del Sirat Rasul Allah, escritas por Ibn Hisham, describen las hazañas de Yūsuf Dhū Nuwās. Ibn Hisham explica que Yūsuf era un judío converso que creció sus ataduras (nuwas), y que se hizo conocido como "el de las ataduras". Filostorgio y Procopio de Cesarea (en la Guerra Persa de este último) afirman la historicidad de Dhū Nuwās. Procopius escribe que en 525, los ejércitos del Reino cristiano de Axum en Etiopía invadieron Yemen a pedido del Emperador bizantino, Justiniano I, para tomar el control del reino judío en Himyar, luego bajo el liderazgo de Yūsuf Dhū Nuwās, quien se levantó al poder en 522, probablemente después de asesinar a Dhu Shanatir. Ibn Hisham explica la misma secuencia de eventos bajo el nombre de "Yūsuf Dhū Nuwās". De hecho, con esta invasión, los yimyaritas fueron heridos, y como tal, la supremacía de la religión judía en el Reino de Ḥimyar, así como en todo Yemen, llegó a un abrupto final.

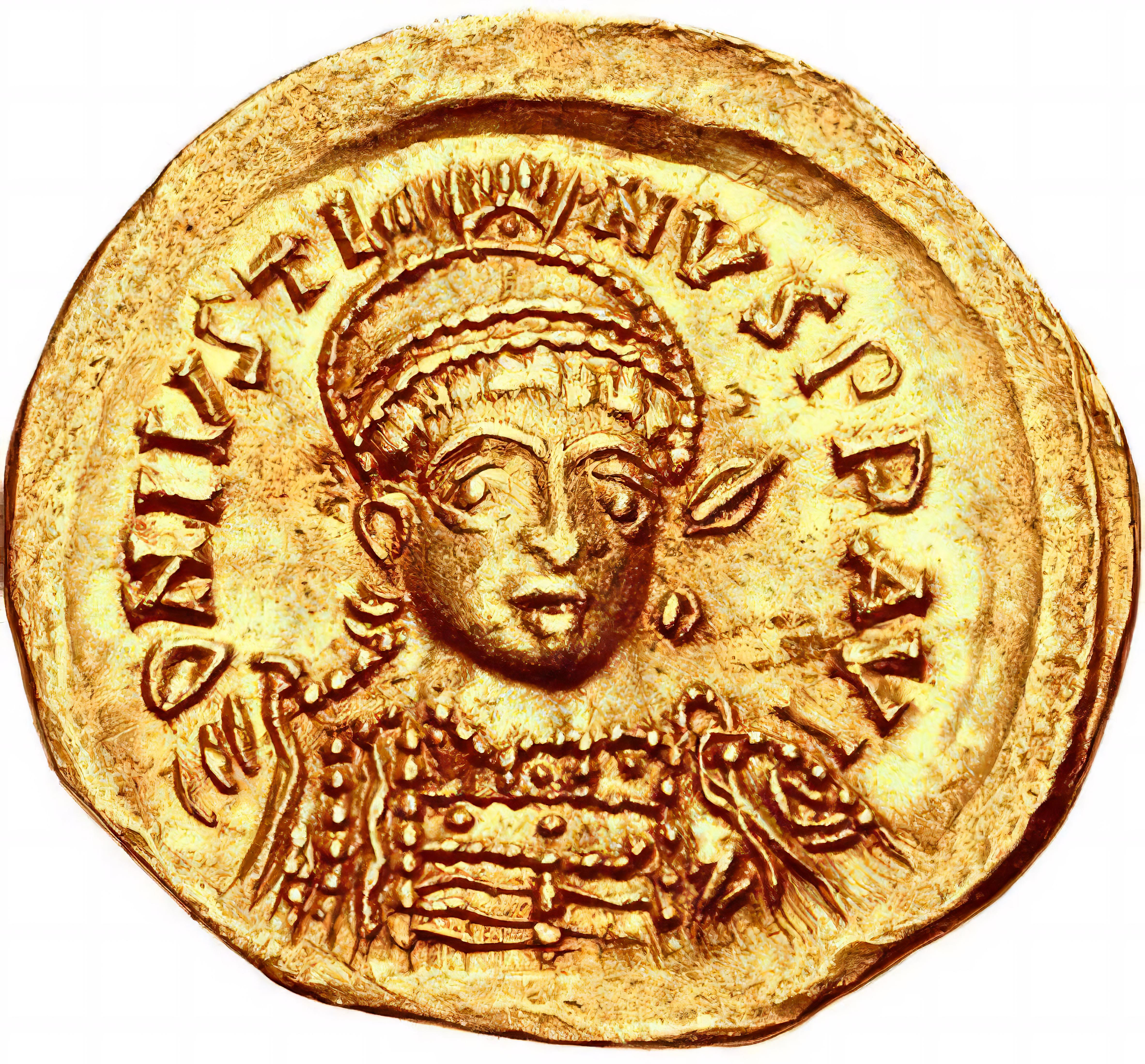
Moneda del emperador bizantino Justino I

Imrū al-Qays, el famoso poeta yemení del mismo período, en su poema titulado taqūl lī bint al-kinda lammā 'azafat, lamenta la muerte de dos grandes hombres de Yemen, uno de ellos es Dhū Nuwās, a quien considera como el último de los reyes himyaritas:
   ¿No te entristece cómo el destino se ha convertido en una bestia fea,
   el traidor de su generación, el que se traga a la gente? Se ha eliminado a Dhū Nuwās de las fortalezas.
   quien una vez gobernó en las fortalezas y sobre los hombres
   [Un caballero blindado, que rompió apresuradamente los confines de la tierra
   y condujo a sus hordas de caballos hasta sus extremos y ha cerrado una presa en el lugar del amanecer
   para Gog y Magog que son (tan altas como) montañas!]
Una fuente siríaca parece sugerir que la madre de Dhū Nuwās pudo haber sido judía proveniente de la ciudad mesopotámica de Nisibis. Si es así, esto ubicaría sus orígenes dentro de la esfera imperial sasánida e iluminaría las posibles razones políticas para sus acciones posteriores contra los cristianos de Arabia, que fueron aliados naturales del Imperio bizantino. Muchos historiadores modernos, aunque Christopher Haas es una excepción, han argumentado que la conversión de su hijo fue una cuestión de oportunismo táctico, ya que el judaísmo le habría proporcionado un contrapeso ideológico a la religión de su adversario, el Reino de Aksum, y también le permitió para ganarse el favor de la shanshah sasánida.

## Mandato
Según Ibn Ishaq, el rey de Himyar llamado Dhu Nuwas había quemado a los cristianos en Najrán, y un ejército invasor de Aksum (Habashah) ocupó Yemen. Dhu Nuwas decidió suicidarse ahogándose en el mar. La tradición árabe afirma que Dhū Nuwās se suicidó montando su caballo en el Mar Rojo. Se dice que el reino himyarita fue gobernado antes de Dhu-Nuwas por la dinastía Du Yazan de conversos judíos, ya a fines del siglo IV.
Según varios historiadores medievales, que dependen del relato de Juan de Éfeso, Dhū Nuwās anunció que perseguiría a los cristianos que vivían en su reino porque los estados cristianos persiguieron a sus compañeros correligionarios en sus reinos; sobrevive una carta escrita por Simon, el obispo de Beth Arsham en el año 524, relatando la persecución de Dimnon (quien probablemente sea Dhū Nuwās) en Najrán en Arabia.
Basado en otras fuentes contemporáneas, después de tomar el trono de los yimiaritas en ca. 518 o 523 Dhū Nuwās atacaron a los Aksumitas (principalmente etíopes cristianos en Najrān, los capturaron y quemaron sus iglesias. Después de aceptar la capitulación de la ciudad, masacró a aquellos habitantes que no renunciarían al cristianismo.

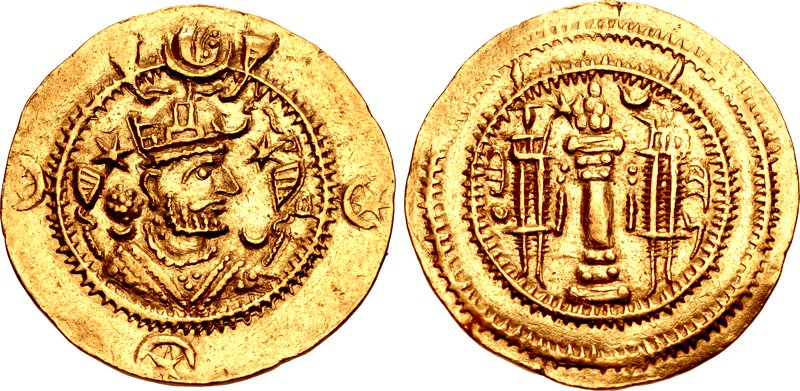
Moneda del rey persa Kavad I

Según los historiadores árabes, Dhū Nuwās procedió a escribir una carta al rey lájmida Al-Mundhir III ibn al-Nu'man de al-Ḥīrah y al Rey Kavadh I de Persia, informándoles de su acción y alentándolos a hacer lo mismo. a los cristianos bajo su dominio. Al-Mundhir recibió esta carta en enero de 519, cuando recibía una embajada de Constantinopla que buscaba forjar una paz entre el Imperio Romano y al-Ḥīrha. Reveló el contenido de la carta a los embajadores romanos que estaban horrorizados por su contenido. La noticia de la masacre se extendió rápidamente por los reinos romano y persa, y los refugiados de Najrán incluso llegaron a la corte del emperador romano Justiniano I, rogándole que vengara a los mártires cristianos.

## Fuentes y nombres

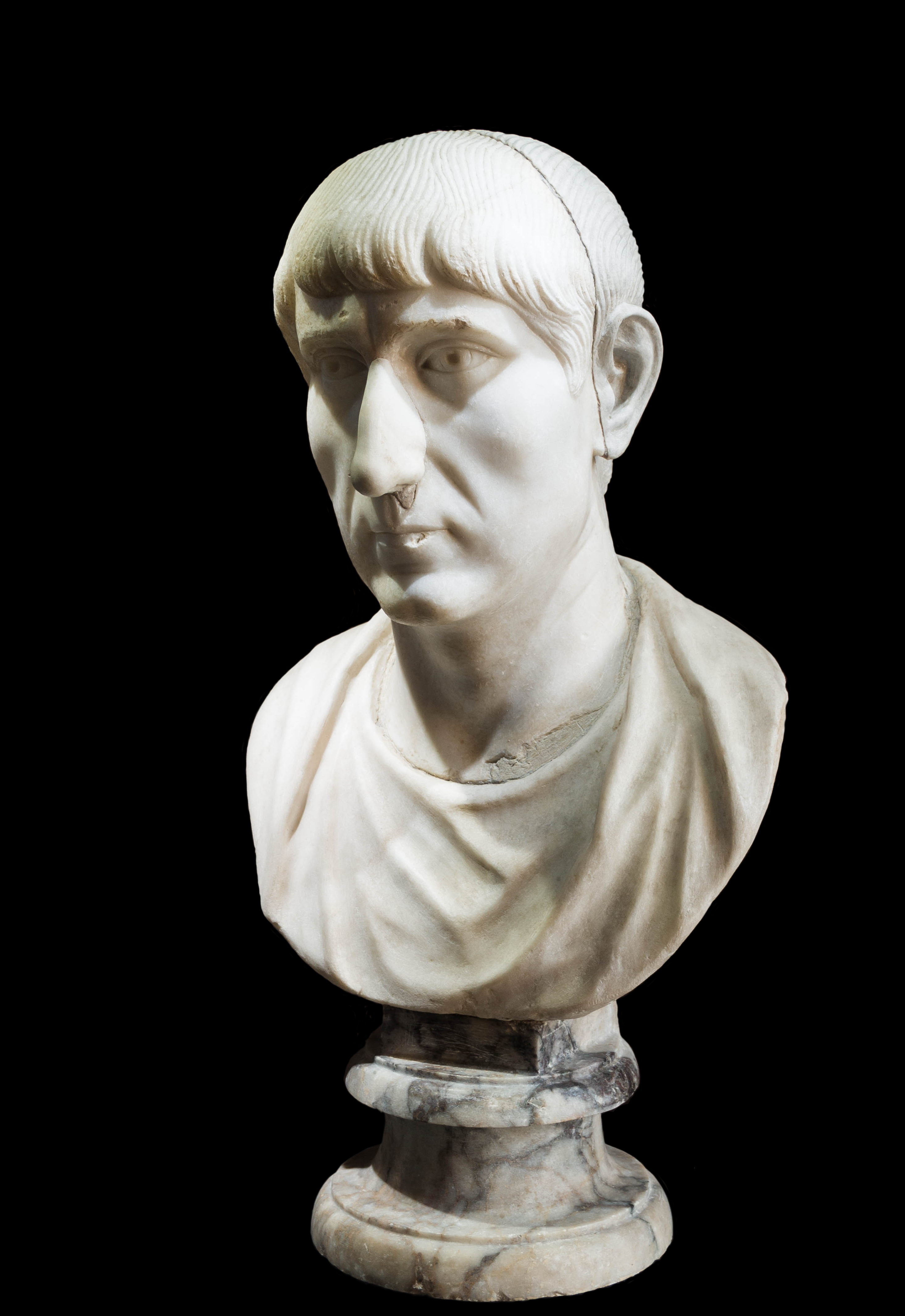
Busto del emperador romano Constancio II